# Édifice Ameau
L'édifice Ameau est un édifice commercial situé à Trois-Rivières au Québec (Canada). Cet édifice de dix étages construit en 1929 est considéré comme le premier gratte-ciel à Trois-Rivières. Il est cité comme immeuble patrimonial par la ville de Trois-Rivières en 2012.

## Histoire
Construit lors de l'année du krach boursier de Wall Street de 1929 entre la première et la Seconde Guerre mondiale, il demeure le plus haut bâtiment de la ville jusqu'à la construction de la Place Royale en 1967. Le bâtiment doit son nom à Sévérin Ameau, dit Saint-Sévérin (1620-1715). D'après un contrat de 1649, il s'agit d'un soldat français demeurant à Trois-Rivières durant les premières années de la colonie. Il fut également le premier notaire de Trois-Rivières en plus d'être greffier ainsi qu'hussier.

## Architecture
Conçu par les architectes Asselin et Denoncourt, l'immeuble s'inspire de l'architecture rationaliste et arbore une décoration Art Déco. Il repose sur un soubassement en béton et est structuré en béton armé. L'immeuble possède quatre façades de briques brunes et est couronné d'un toit plat. Les façades qui donnent sur les rues sont garnies de fenêtres rectangulaires disposées irrégulièrement, servant à accentuer la verticalité de l'édifice. La façade adjacente au bâtiment voisin ne possède aucune ouverture et la dernière façade est composée de deux rangées de fenêtres et d'une saillie, qui accueille un ascenseur.
L'immeuble est conçu avec le fonctionalisme en tête, alors l'ornementation se concentre exclusivement aux premier et dernier étages. Le premier étage, décoré de jeux de briques et de pierres losanges, est délimité par une bande de pierres horizontales, pierres aussi présentes dans les encadrements des ouvertures. Le dernier étage est encore plus décoré; une corniche inférieure à modillons y est mise de l'avant ainsi qu'une corniche supérieure à console. Tout comme le premier étage, les ouvertures sont elles aussi encadrées et surmontées d'insertions de pierres.
Le  rez-de-chaussée est encadré par des vitrines commerciales, de grandes portes vitrées et un parement métallique.

## Divers
1934 : Un bal fut organisé sur le toit de l'édifice lors des célébrations des fêtes du 300e anniversaire de la fondation de la ville.

## Annexes

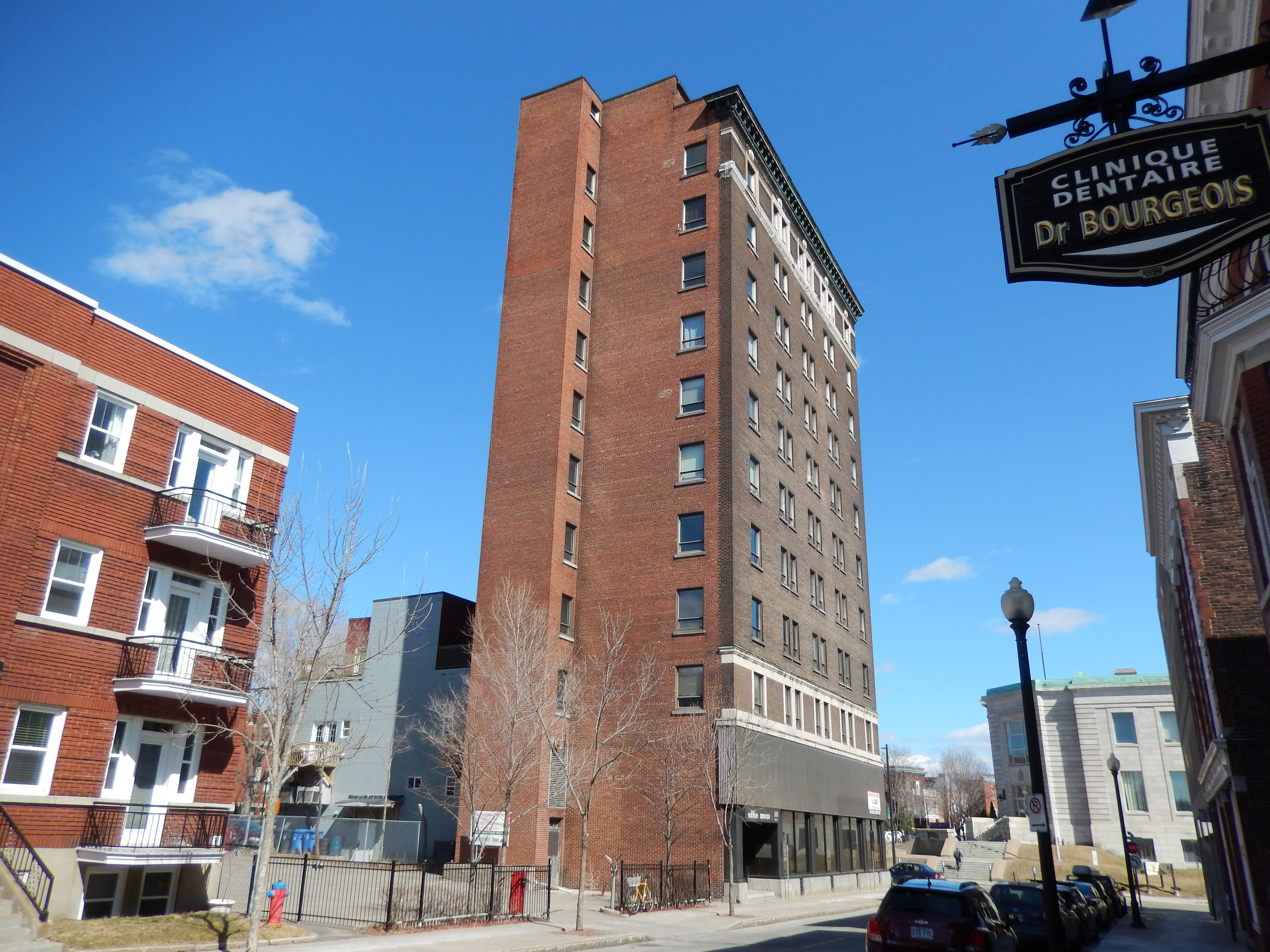
Quatrième façade.
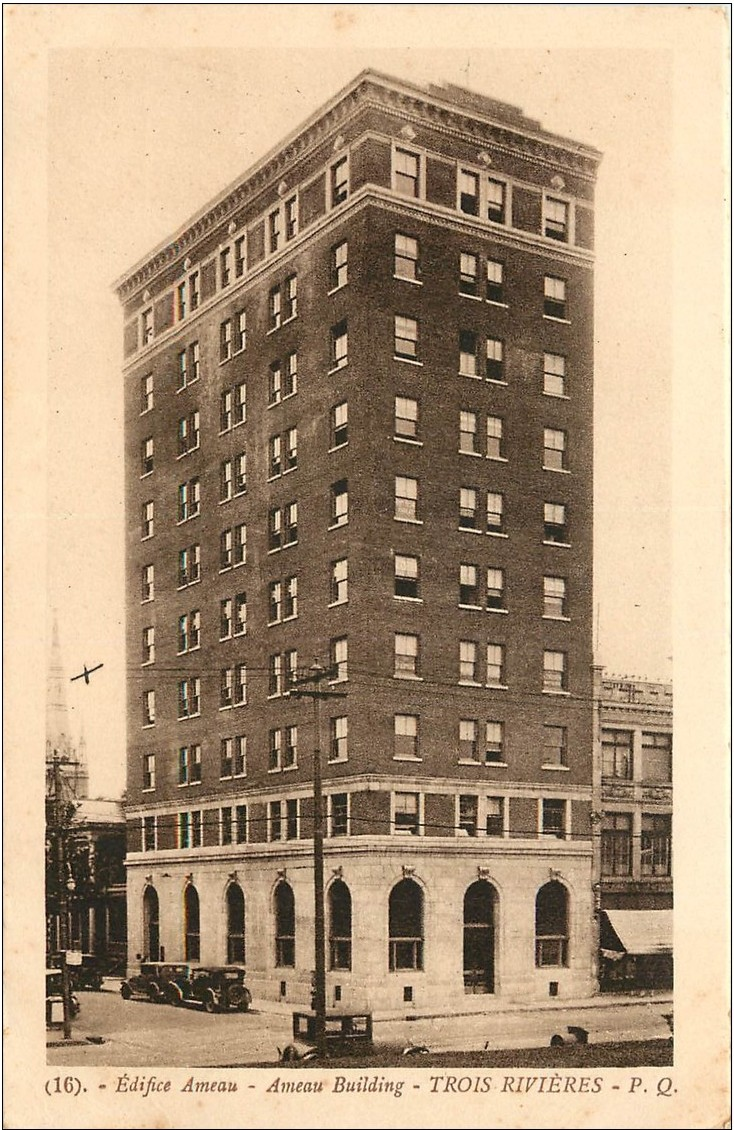
Carte postale.
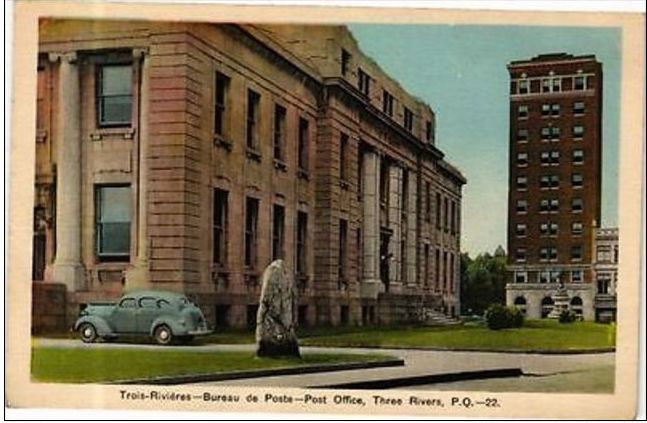
Édifice Ameau et bureau de poste.